# Treviso (província)
A província de Treviso é uma província italiana da região do Vêneto com cerca de 703 625 habitantes, densidade de 295 hab/km². Está dividida em 92 comunas, sendo a capital Treviso.
Faz fronteira a norte com a província de Belluno, a este com a região do Friul-Veneza Júlia (província de Pordenone), a sul com a província de Veneza e a província de Pádua e a oeste com a província de Vicenza.